# Tmolus halciones
Tmolus halciones är en fjärilsart som beskrevs av Butler och Druce 1872. Tmolus halciones ingår i släktet Tmolus och familjen juvelvingar. Inga underarter finns listade i Catalogue of Life.